# Односи Србије и Зимбабвеа
Односи Србије и Зимбабвеа су инострани односи Републике Србије и Републике Зимбабве.

## Билатерални односи
Дипломатски односи са Зимбабвеом су успостављени 1980. године.
Амбасада Републике Србије у Преторији (Јужноафричка Република) радно покрива Зимбабве.

### Политички односи
Осим сусрета на маргинама међународних скупова, од којих је последњи сусрет министара иностраних послова две земље на министарском састанку Покрета несврстаних земаља маја 2012. године у Шарм ел Шеику (Египат), није било размена посета у последње време.
Република Зимбабве не признаје ЈПНК и током 38. Генералне конференције УНЕСКО гласала је против пријема тзв. "Косова".
Председник Републике Србије Т. Николић одликовао је поводом Дана државности 15. фебруара 2016. године председника Републике Зимбабвеа Роберта Мугабеа Орденом Републике Србије на Ленти.

### Економски односи
- У 2020. извоз Србије је био 167.000 УСД, а увоз 2.300.000 долара.
- У 2019. извоз Србије био је 313.000 долара, а увоз је износио 1,71 милион УСД.
- У 2018. извоз из РС износио је 332.000 УСД, а увоз 1,56 милиона долара.[3][4]

### Некадашњи дипломатски представници

#### У Београду
- Кенеди Менајика, амбасадор

#### У Харареу
- Радиша Грујић,[5] амбасадор, 2024—
- Љубиша Кораћ, амбасадор, 1990—
- Душан Литвиновић, амбасадор, 1986—1990.
- Наум Ачковски, амбасадор, 1985—1986.
- Ђуро Вуколић, амбасадор, 1981—1984.